# Романов, Атанас
Атанас Димитров Романов болг. Атанас Димитров Романов (1911—1942) — болгарский коммунистический деятель, во время Второй мировой войны — участник болгарского движения Сопротивления. Арестован спецслужбами и казнён по приговору трибунала вместе с группой своих товарищей по партии.

## Биография
Атанас Романов родился 22 декабря 1911 года в столице Болгарии Софии. Вступил в Болгарскую рабочую партию (легальное крыло Болгарской коммунистической партии). С началом Второй мировой войны участвовал в болгарском Движении Сопротивления, входил в состав Центральной военной комиссии БРП. Романов принимал участие в организации вооружённой борьбы против находившихся в Болгарии войск Тройственного пакта.
В 1942 году Романов был арестован из-за предательства в партии вместе с группой своих товарищей. Проходил одним из главных подсудимых на процессе по делу Центрального Комитета Болгарской рабочей партии. 23 июля 1942 года Романов, а также Антон Иванов, Антон Попов, Пётр Богданов, Никола Вапцаров и Георги Минчев были приговорены к смертной казни через расстрел. Приговор был приведён в исполнение на гарнизонном стрельбище Софии в тот же день.